# Кроуфорд, Кристина
Кристина Кроуфорд (англ. Christina Crawford; род. 11 июня 1939[…], Лос-Анджелес, Калифорния) — американская актриса и писательница. Известна как автор книги «Дорогая мамочка», обличающей истинную сущность её приёмной матери Джоан Кроуфорд.

## Биография

### Детство и образование
Кристина Кроуфорд родилась в Лос-Анджелесе, штат Калифорния, в 1939 году. Согласно её личному интервью с Ларри Кингом, её отец был женат на другой женщине и предположительно служил во флоте, а её мать была незамужним подростком. Джоан усыновила Кристину в 1940 году мошенническим способом, используя для этого нелегальный детский дом в штате Невада, так как раннее социальные службы Калифорнии признали Кроуфорд ненадёжной кандидатурой в качестве опекуна (причиной были её занятая жизнь и её несколько разводов). По словам Кристины, жизнь с матерью была настоящим испытанием. 
В возрасте десяти лет девочка была отправлена в элитную школу Чедвик в Палос-Вердес, Калифорния, которую также посещали многие другие дети знаменитостей. Однако позже её мать отправила её учиться в Академию Святого Сердца Флинтриджа в Ла-Каньяде (ныне город Ла-Каньяда-Флинтридж), Калифорния, и практически не общалась с дочерью до её выпускного. Окончив колледж Флинтридж, Кристина переехала из Калифорнии в Питтсбург, чтобы поступить в театральную школу Карнеги-Меллон, а затем в Нью-Йорк, где она училась в театральной школе Neighborhood Playhouse на Манхэттене. Через семь лет она получила степень бакалавра искусств в Калифорнийском университете в Лос-Анджелесе. После 14 лет работы актрисой Кроуфорд вернулась в колледж, окончив с отличием университет Лос-Анджелеса и получив степень магистра в Анненбергской школе коммуникаций при Университете Южной Калифорнии. Затем она работала в области корпоративных коммуникаций в Лос-Анджелесе в штаб-квартире Getty Oil Company.

### Карьера
Кроуфорд играла в летнем актёрском театре, в том числе в постановке «Великолепие в траве». Она также выступала в ряде бродвейских постановок, включая «В цвете воскресенья» (1958). Она также появилась в спектаклях «Рождество» (1959) и «Темная сторона Луны» (1959) в театре Фреда Миллера в Милуоки и «Синяя луна» (1960).
В 1960 году Кроуфорд согласилась на роль в фильме «Сила импульса», который вышел на экраны в 1961 году. Также в 1961 году Кроуфорд снялась в небольшой роли в фильме «Дикарь» с Элвисом Пресли в главной роли. В 1962 году она появилась в спектакле «Покладистый любовник». Она сыграла пять характерных ролей в спорной пьесе Бена Хехта «Винкельберг». У нее также была роль в фильме «Лица» 1968 года режиссера Джона Кассаветиса.
Кроуфорд играла роль Джоан Борман Кейн в мыльной опере «Тайная буря» с 1968 по 1969 год. Когда Кристина находилась в больнице, восстанавливаясь после срочной операции в октябре 1968 года, Джоан Кроуфорд, которой тогда было уже больше шестидесяти, попросила сыграть роль двадцативосьмилетнего персонажа. Она сделала это, не сказав об этом своей дочери, и под видом «удержания роли» для Кристины, чтобы роль не была переделана во время её отсутствия, она появилась в четырех эпизодах. Популярность сериала выросла на 40 % за это время замены. В конце концов, Кристина была уволена из сериала, она полагала, что вмешательство её матери способствовало этому. Продюсеры, однако, заявляли, что персонаж и его сюжетная линия просто подошли к логическому концу.

### После смерти матери
После смерти Джоан Кроуфорд в 1977 году, Кроуфорд и её брат, Кристофер, обнаружили, что их мать лишила их наследства, указав в завещании, что «они сами знают почему». В ноябре 1977 года Кроуфорд и её брат подали в суд, чтобы признать недействительным завещание их матери, которое она подписала 18 октября 1976 года. Кэти Лалонд, ещё одна дочь Кроуфорд, и её муж Джером, как утверждалось в иске, «намеренно воспользовались слабостью и искаженным умственным и физическим состоянием, чтобы втереться в доверие к Джоан». Решение суда было достигнуто 13 июля 1979 года, присудив Кристине и Кристоферу $55 000 из имущества их матери.
В 1978 году вышла книга Кроуфорд «Дорогая мамочка». В книге Кристина обвиняла свою приёмную мать в том, что она была злой, жестокой, невнимательной и лживой нарциссической мошенницей, которая усыновляла своих детей только ради богатства и славы после того, как ее заклеймили «кассовым ядом». В 1981 году была выпущена экранизация книги, в которой Фэй Данауэй сыграла Джоан Кроуфорд, а Дайана Скаруид сыграла Кристину Кроуфорд. Фильм, будучи разгромлен критиками, собрал в мировом прокате более 20 миллионов долларов и получил пять премий номинаций «Золотая малина» в том числе и на худшую картину.
После почти смертельного инсульта в 1981 году она провела пять лет в реабилитации, прежде чем переехать на Северо-Запад. В 1988 году она выпустила ещё одни мемуары «Выжившая». В Тенседе, штат Айдахо, она содержала отель Seven Springs Farms с 1994 по 1999 год. В 1998 году она переиздала мемуары «Дорогая мамочка» в мягкой обложке, добавив новый материал о годах после окончания средней школы.
В 2010 году на выборах пробовала себя в политике, избиравшись чиновником от округа Бенева, однако не смогла набрать нужное количество голосов.
В настоящее время она работает над театральной постановкой по своей книге «Дорогая мамочка», а также пишет третью часть своих мемуаров.

## Фильмография
| Год       |   | Русское название    | Оригинальное название | Роль                         |
| --------- | - | ------------------- | --------------------- | ---------------------------- |
| 1961      | ф | Дикарь              | Wild in the Country   | Моника Джордж                |
| 1961      | ф | Сила импульса       | Force of Impulse      | Энн                          |
| 1968—1969 | с | Тайная буря         | The Secret Storm      | Джоан Борман Кейн            |
| 1970      | с | Мэтт Линкольн       | Matt Lincoln          |                              |
| 1970      | с | Медицинский центр   | Medical Center        | Доктор Майлз                 |
| 1971      | с | Доктор Маркус Уэлби | Marcus Welby, M.D.    | Сестра Мэри Эйлин Киркпатрик |
| 1971      | с | Железная сторона    | Ironside              | Иди Стоктон                  |
| 1972      | с | Шестое чувство      | The Sixth Sense       | Бетти Блейк                  |